# Лаклид (окръг, Мисури)
Окръг Лаклид (на английски: Laclede County) е окръг в щата Мисури, Съединени американски щати. Площта му е 1989 km², а населението - 32 513 души (2000). Административен център е град Лебанон.